# Consortium des grands constructeurs
 (septembre 2020).
Le Consortium des grands constructeurs est une entente industrielle et commerciale de firmes automobiles françaises de second rang entre 1927 et 1931.

## Histoire
À la fin des années vingt, le marché français avait été profondément modifié par l'irruption après-guerre de Citroën et des méthodes de production industrielle à l'américaine, comme par l'obligation de moderniser et rationaliser l'industrie durant la guerre pour pouvoir tenir la dragée haute à l'industrie de guerre allemande. Les directions de Citroën, Peugeot et Renault, pour les firmes les plus importantes, s'étaient déplacées aux États-Unis pour en étudier les usines, machines, cadences, conditions de travail et méthodes de production. Elles en étaient revenues convaincues que leur succès futur devait passer par l'adaptation du fordisme, ou taylorisme, aux marchés français et européens. Les succès commerciaux obtenus par ces grandes entreprises bousculèrent la production française, très largement artisanale jusqu'à la Grande guerre. Lucien Rosengart, alors directeur chez Peugeot, imagina une Générale Motors à la française dès 1926 qui eût uni Berliet et Chenard & Walker à Peugeot afin d'égaler les chiffres de Citroën, mais son montage financier incertain, une aventure américaine coûteuse et un changement de génération chez les Peugeot le firent remercier par la famille.
Les constructeurs de moindre taille mais aux ambitions industrielles affirmées constatèrent leur impossibilité à soutenir la concurrence des trois « grands » et conclurent à la nécessité d'unir leurs efforts. En 1927, un consortium fut librement créé par les sociétés Delahaye, Donnet (prédécesseur industriel de Simca), Unic et Chenard & Walker. Après avoir approché Ariès et Brasier et quelques autres petits constructeurs, ce consortium se résuma finalement à Delahaye, Unic et Chenard & Walker, d'où le surnom de DUC qui lui fut donné. Mais ce fut pour peu de temps : Unic quitta l'aventure la même année pour être remplacé par Rosengart. Ce Consortium des Grands Constructeurs avait pour but de rationaliser la production automobile de ses membres comme de mutualiser leurs réseaux de concessionnaires afin de soutenir la concurrence avec les grands constructeurs industriels. Il eut une existence éphémère. Les dissensions entre les directions d'entreprises malgré tout rivales ne furent pas éteintes par des prises de participation croisées entre elles et aboutirent à la dissolution du consortium. 
Ses ex-membres durent s'adapter en intégrant de plus en plus de composants (moteur, carrosserie, radiateurs, parfois même le châssis…) issus des productions de très grande série afin d'abaisser leurs coûts, satellisant ainsi leur entreprise et les condamnant à terme à n'être plus que des assembleurs, à la merci de leurs fournisseurs. Citroën cessa de livrer ses moteurs à Rosengart et La Licorne pendant la guerre. Peu après Peugeot exerça sur Chenard & Walker un chantage à la livraison de ses moteurs pour la poursuite de la production de fourgons sous la marque au lion au lieu de la marque à l'aigle. Durant les années de rationnement, constatant la faiblesse industrielle et financière, voire l'inanité des « assembleurs », le plan Pons les écarta des attributions de matière première et d'autorisation de mise sur le marché de nouveaux modèles automobiles pour ne leur accorder, quand il le fit et souvent chichement, que pour les autres productions : véhicules militaires, agricoles, industriels… Disparurent de ce fait dans les années 40 les automobiles Amilcar, Berliet, Licorne, Mathis, Chenard & Walker, Unic, Delaunay-Belleville… et durant les années 50 Delage, Delahaye, Hotchkiss, Rosengart, Talbot… Certaines de ces marques survécurent en réorientant leur production.
Le Consortium des grands constructeurs inspira la création d'Auto-Union en Allemagne en 1932. Ce projet voulu par les autorités allemandes et soutenu par leurs banques eut plus de succès. Il perdura jusqu'à la guerre sous sa forme de groupement de constructeurs et s'est prolongé jusqu'à nos jours avec la marque Audi.
À part Chenard et Rosengart, les anciens membres du consortium se retrouvèrent au sein de la Générale française automobile en 1941, à savoir Simca (qui avait racheté l'usine Donnet), Delahaye (et sa filiale Delage) et les fabricants de camions Unic, Bernard et Laffly.